# Ketel Marte
Ketel Ricardo Marte Valdez (12 de octubre de 1993) es un jugador de cuadro y jardinero de béisbol profesional dominicano de los Diamondbacks de Arizona de la Major League Baseball (MLB). Anteriormente jugó para los Seattle Mariners. Marte hizo su debut en la MLB con los Marineros en 2015 y fue canjeado a los Diamondbacks durante la temporada baja 2016-17. Marte fue un All Star en 2019.

## Carrera profesional

### Seattle Mariners

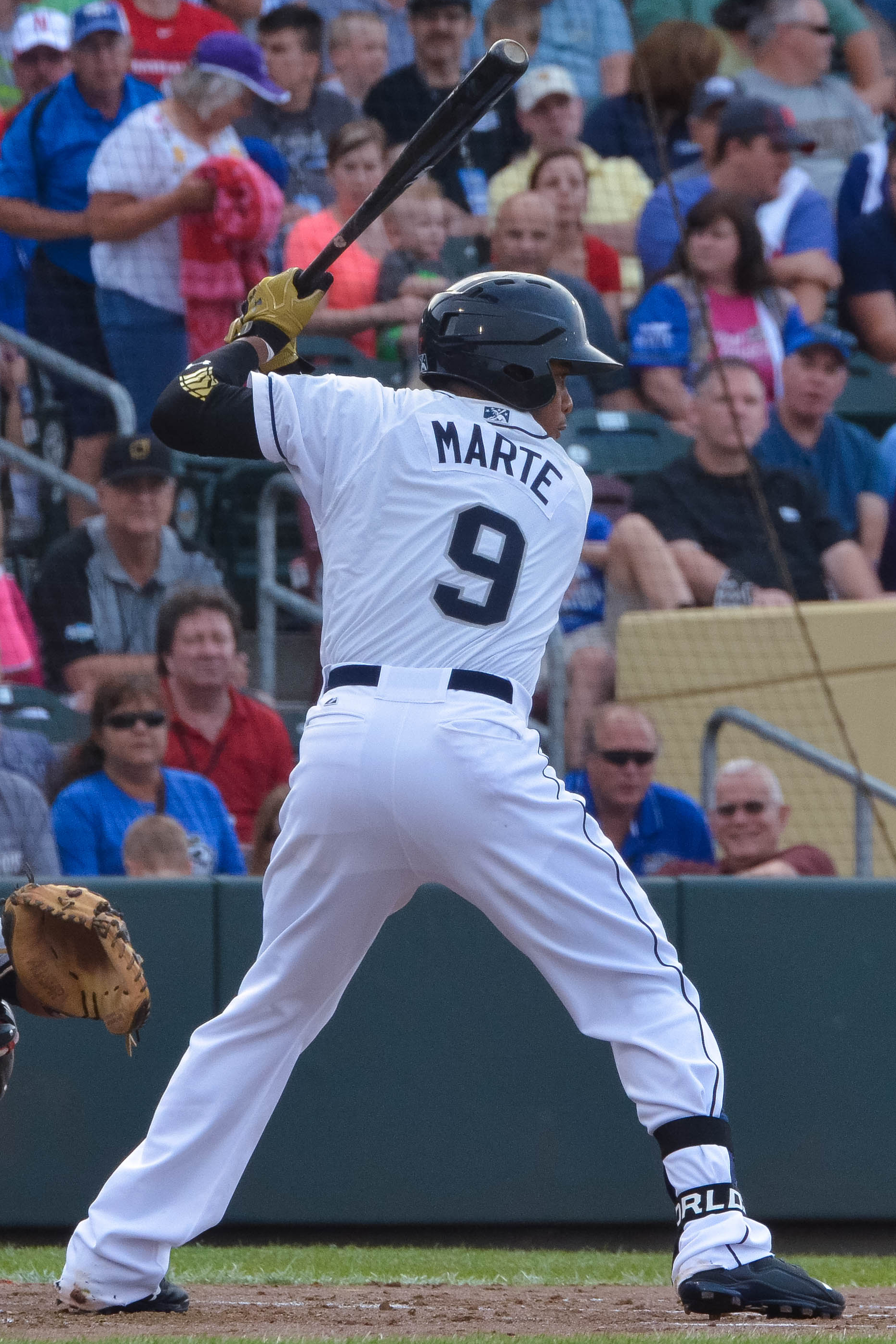
Marte batting during the 2015 Triple A All-Star game

Marte firmó con los Marineros de Seattle como agente libre internacional el 13 de agosto de 2010. Hizo su debut profesional en 2011 para los Marineros de la Liga de Verano Dominicana. Jugó el 2012 con Everett AquaSox de la Clase A-Short Season Northwest League y Clinton LumberKings de la Class A Midwest League. Marte pasó 2013 con Clinton y los High Desert Mavericks de la Clase A-Advanced California League. Él bateó para .295 con un .687 en-base más slugging(OPS). Marte comenzó 2014 con los Jackson Generals de la Clase AA Southern League y fue ascendido a Tacoma Rainiers de la Clase AAA Pacific Coast League (PCL). Terminó la temporada bateando .304 con un OPS de .746 y cuatro jonrones. El 20 de noviembre de 2014, Ketel fue colocado en la lista de 40 hombres.
Los Marineros promovieron a Marte a las Grandes Ligas el 31 de julio de 2015. Su actuación llevó a los Marineros a sentirse cómodos con el intercambio de su compañero campocorto Brad Miller. Sin embargo, Marte tuvo problemas en 2016, bateando .259 con un porcentaje de embase de .287 y ponchando 84 veces en 119 juegos. También entró en la lista de lesionados tres veces. Los Marineros trataron de comercio para los Rojos de Cincinnati ' Zack Cozart durante la temporada.

### Arizona Diamondbacks
El 23 de noviembre de 2016, los Marineros cambiaron a Marte y Taijuan Walker a los Diamondbacks de Arizona por Jean Segura, Mitch Haniger y Zac Curtis. Marte comenzó la temporada 2017 con los Reno Aces del PCL. Los Diamondbacks lo ascendieron a las ligas mayores el 28 de junio. En su primer juego de playoffs el 4 de octubre de ese mismo año, conectó dos triples en una victoria por 11-8 como comodín sobre los Rockies de Colorado., convirtiéndose en el octavo jugador en registrar dos triples en un mismo partido de playoffs y el primero en hacerlo de manera ambidiestra. Marte fue movido del campo corto a la segunda base por los Diamondbacks al comienzo de la temporada 2018 para dejar espacio al campocorto Nick Ahmed en el cuadro inicial de Arizona. En 2018, Marte lideró todas las Grandes Ligas en triples con 12.
Con un bateo de .316 con 20 jonrones y 51 carreras impulsadas, Marte fue nombrado segunda base titular para el Juego de Estrellas de las Grandes Ligas de Béisbol de 2019 . La temporada siguiente, Marte bateó .287 con 2 jonrones y 17 carreras impulsadas.
El 8 de abril de 2021, Marte fue colocado en la lista de lesionados de 10 días con una distensión en el tendón de la corva derecha.

## Vida personal
Marte es sobrino de Wilson Valdez, y está casado con una prima de Vladimir Guerrero Jr..